# زاربروکن

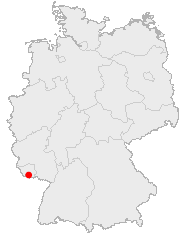
جای شهر زاربروکن بر نقشهٔ آلمان.

شهر زاربروکن (به آلمانی: Saarbrücken) مرکز ایالت زارلند آلمان است. این شهر در قلب یک مجموعهٔ شهری با ۱٫۱ میلیون نفر جمعیت قرار دارد.
جمعیت خود شهر زاربروکن در سال ۲۰۰۳ به تعداد ۲۰۹٬۱۰۴ نفر سرشماری شده و مساحت آن ۱۶٬۷۰۷ کیلومتر مربع است.
زاربروکن شهری دانشگاهی و مرکز سیاسی، اقتصادی و فرهنگی زارلند است.

## نگارخانه

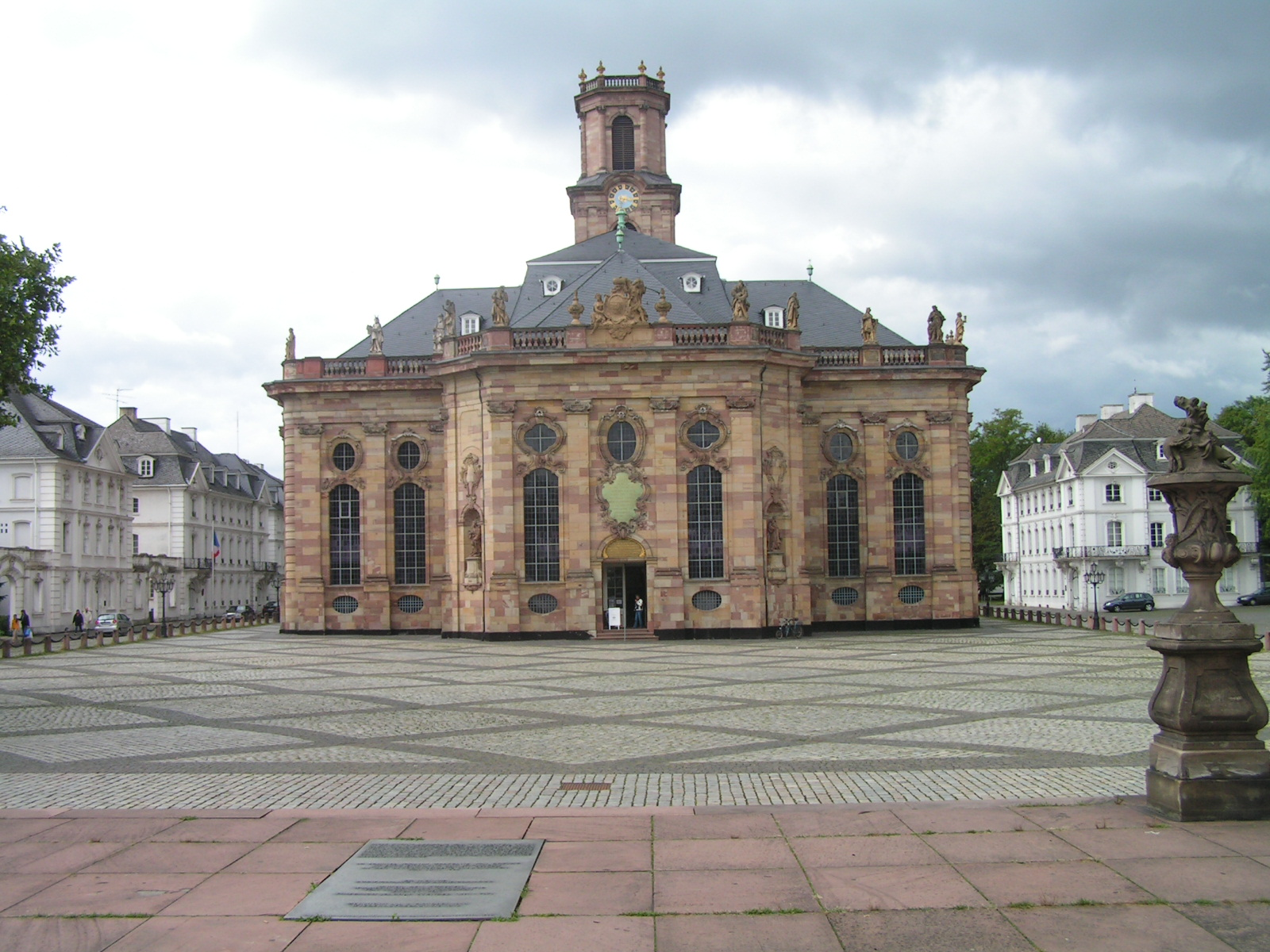
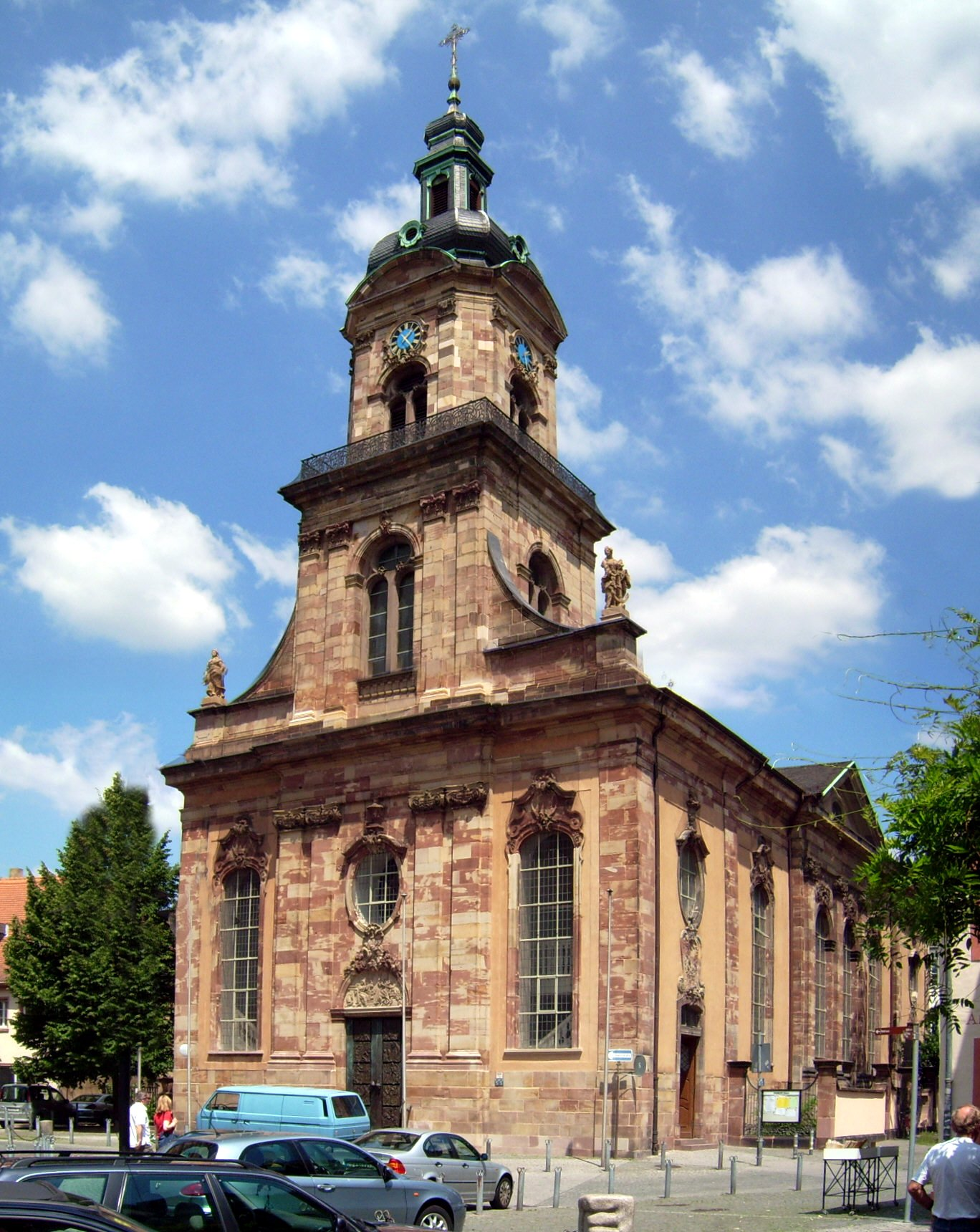
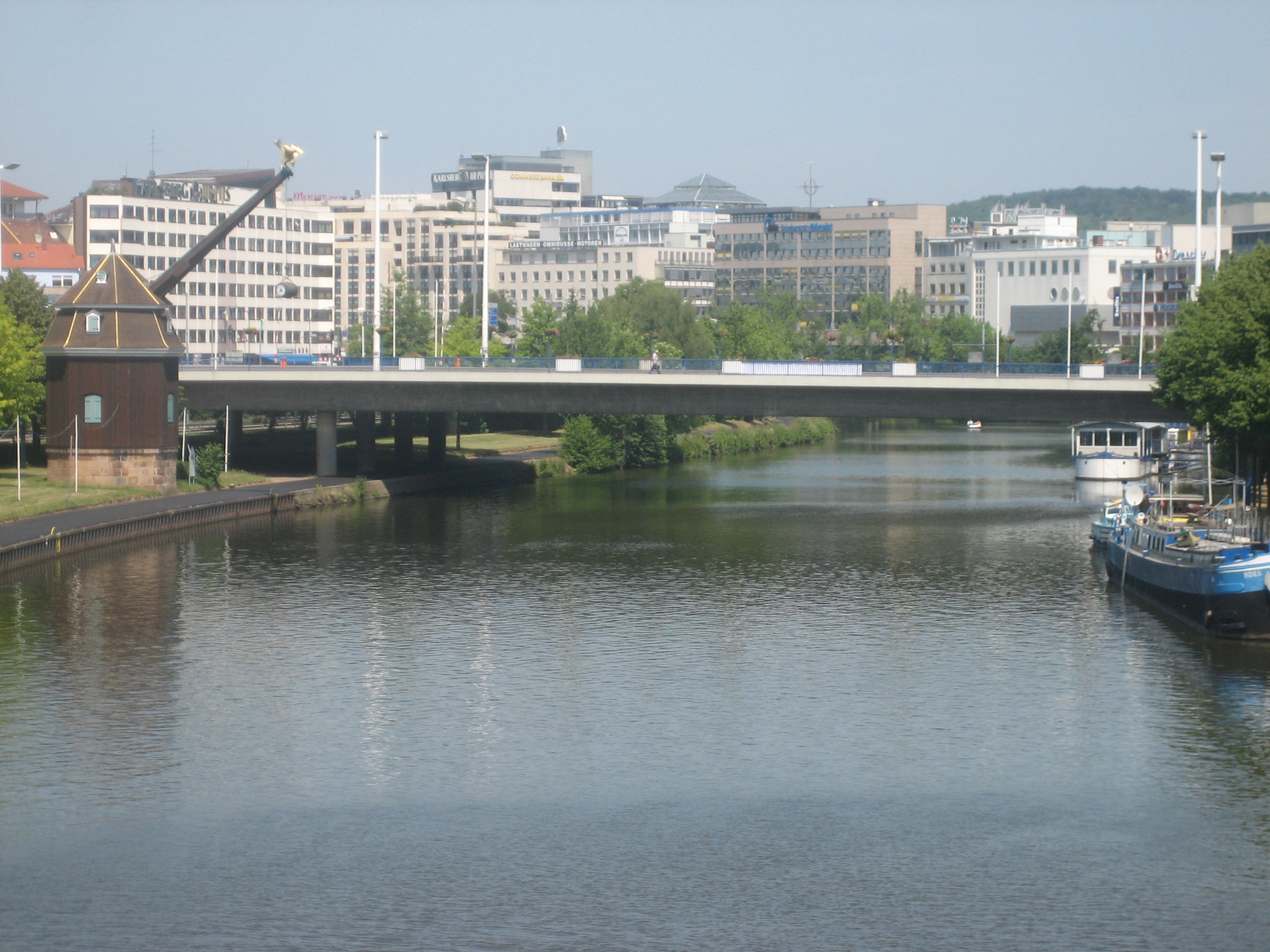
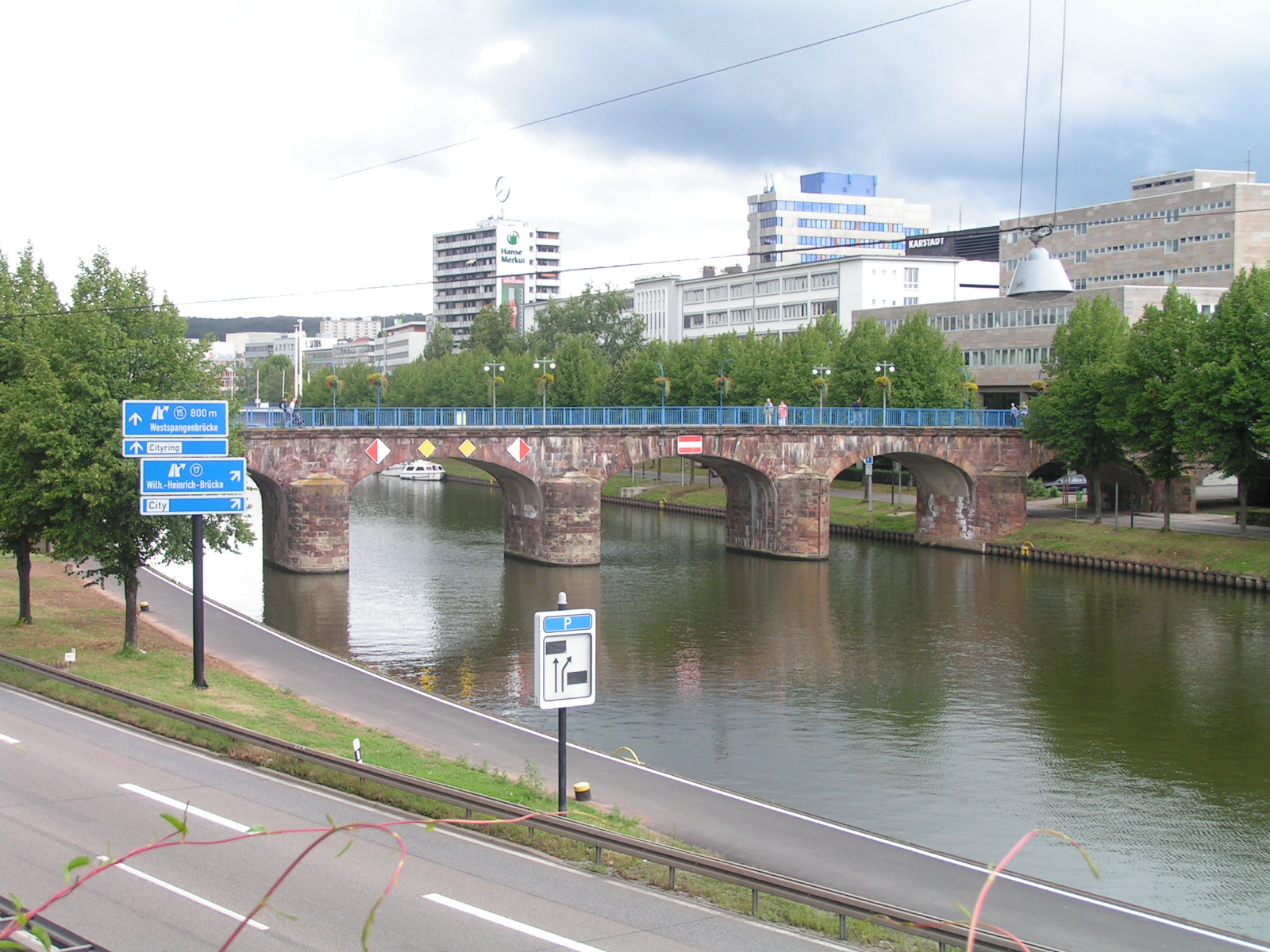
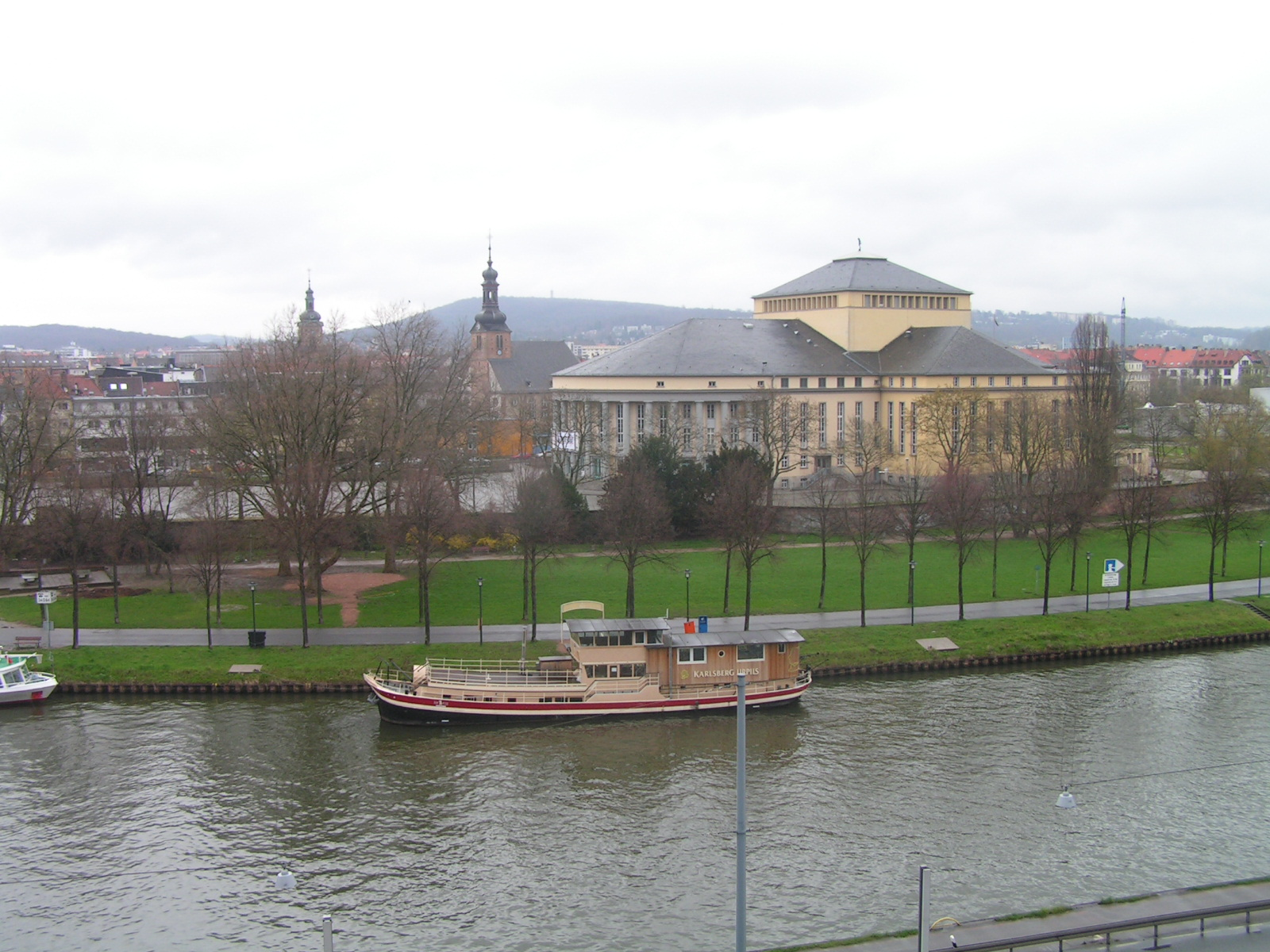
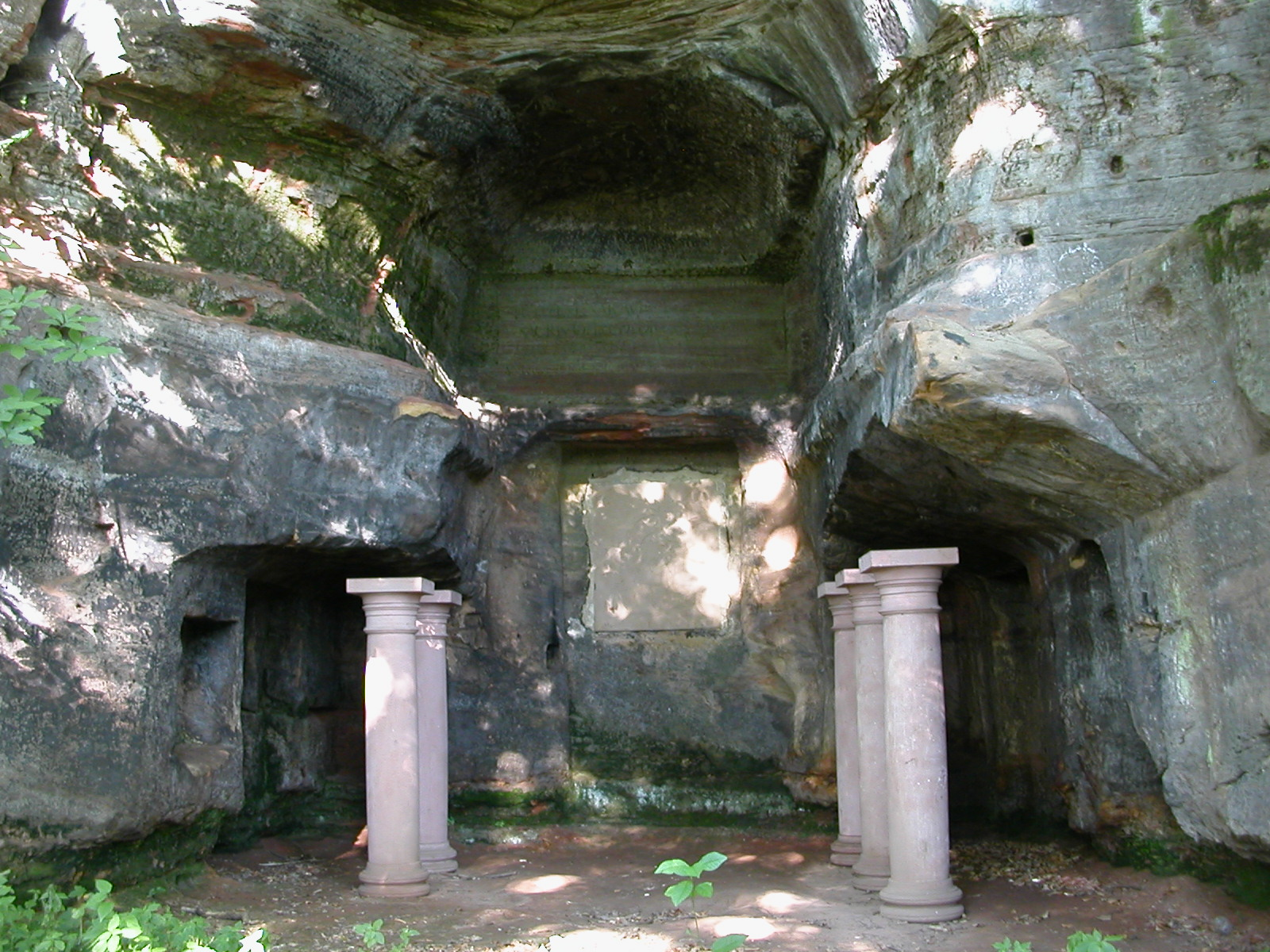
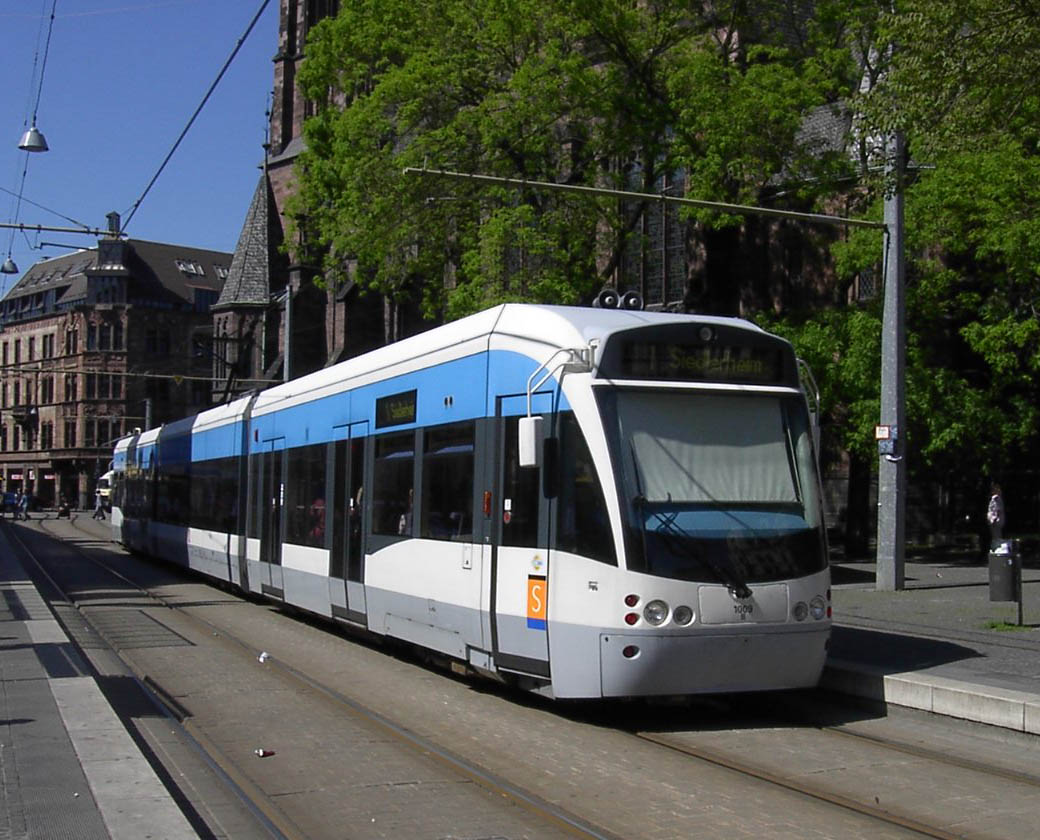
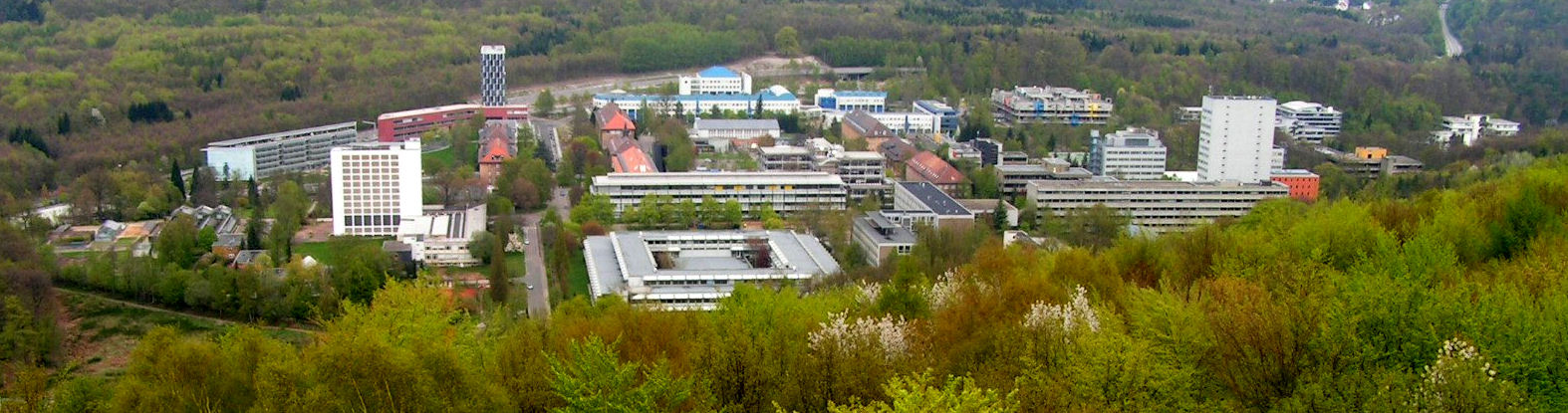
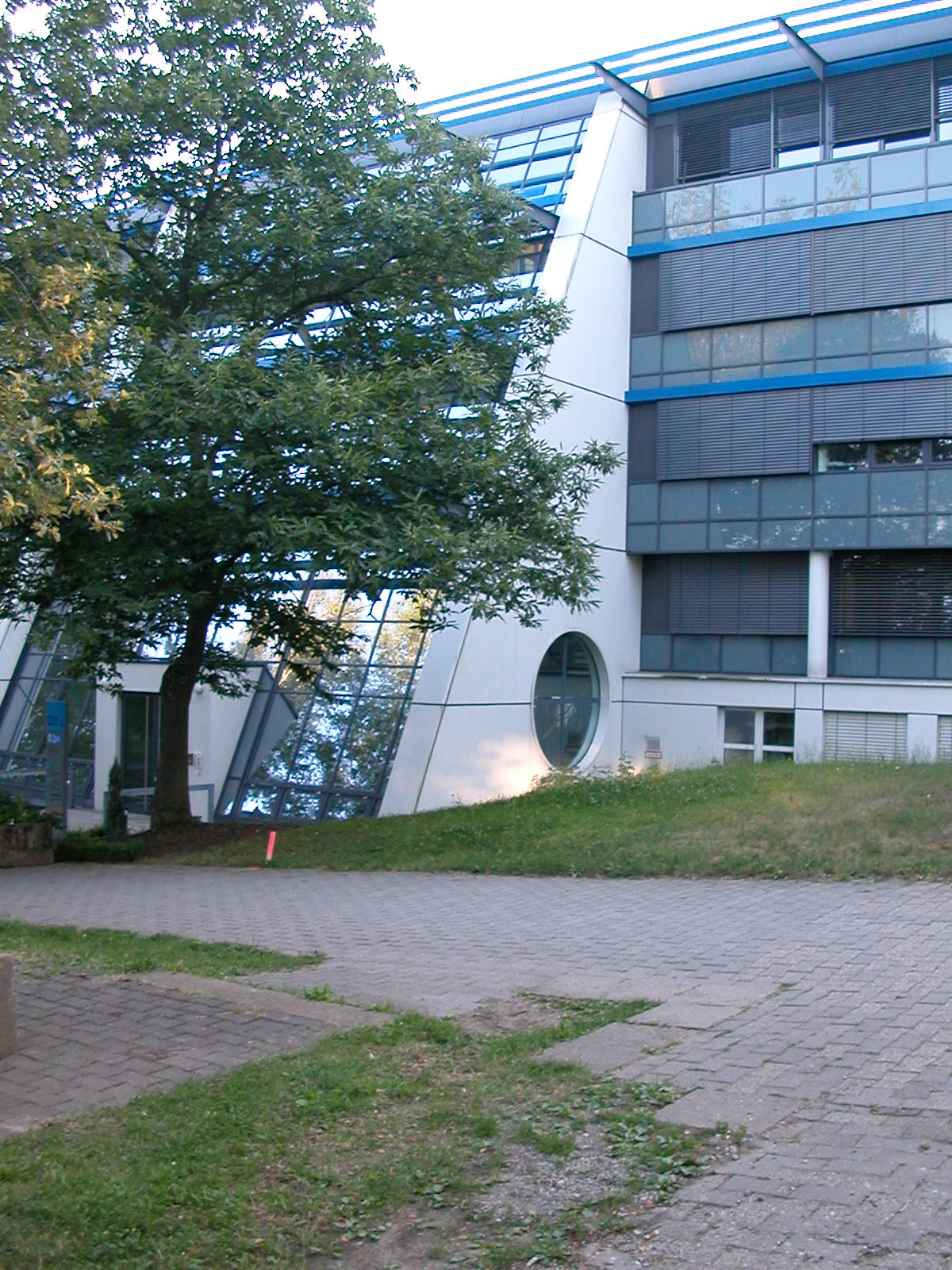
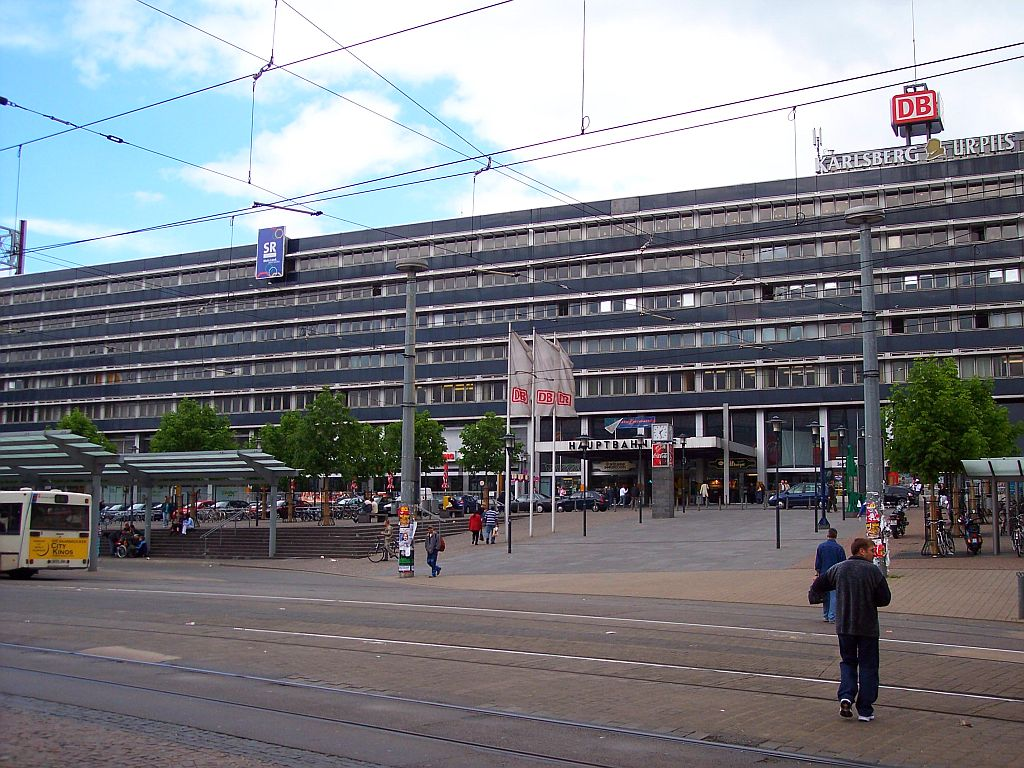
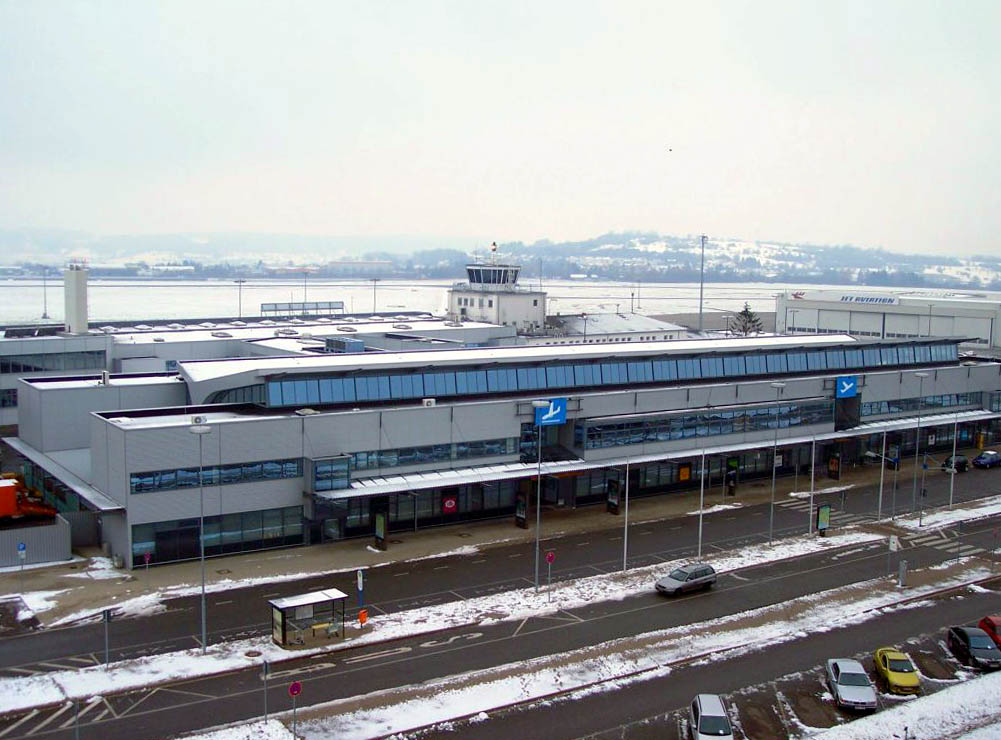
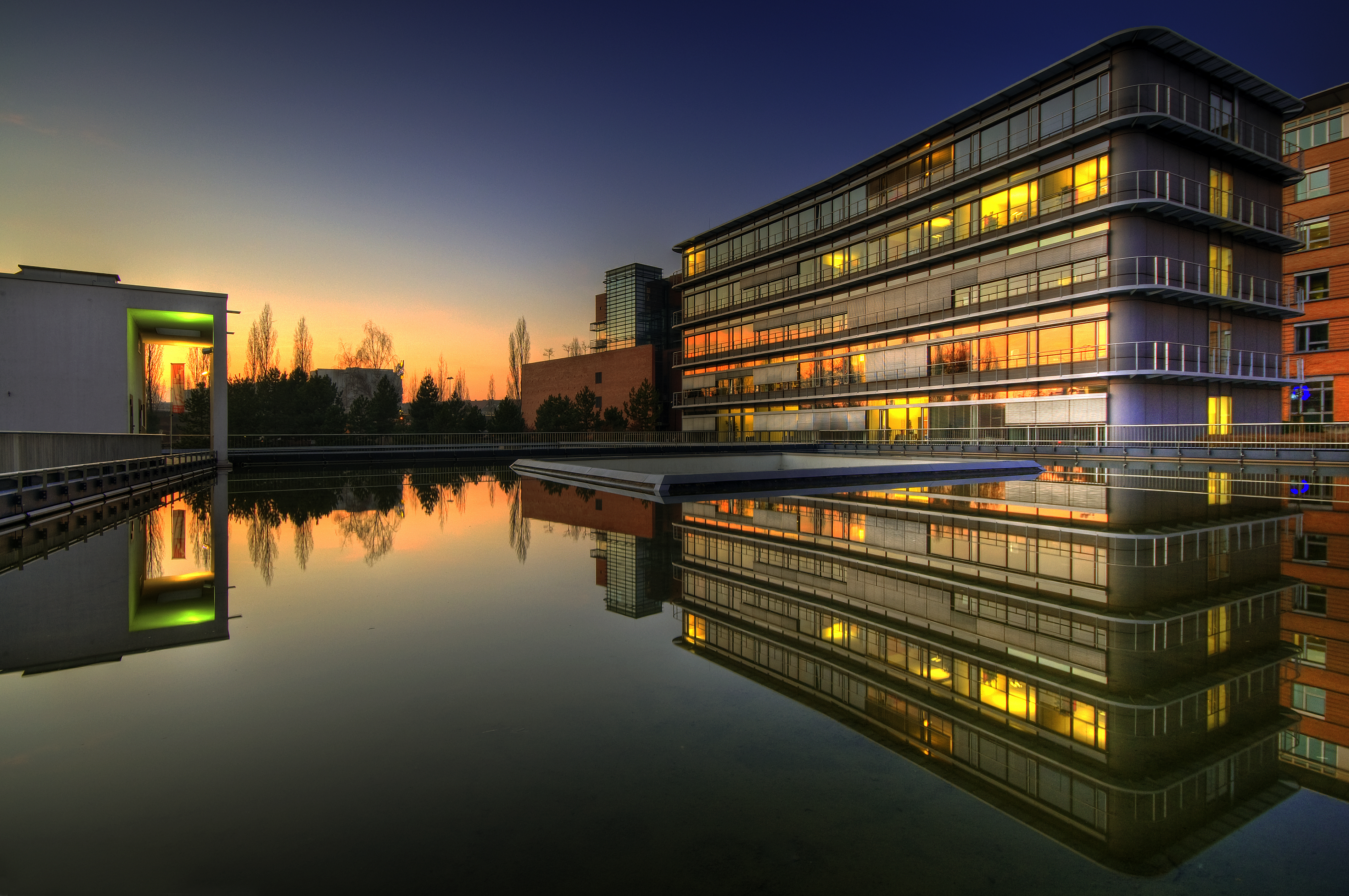
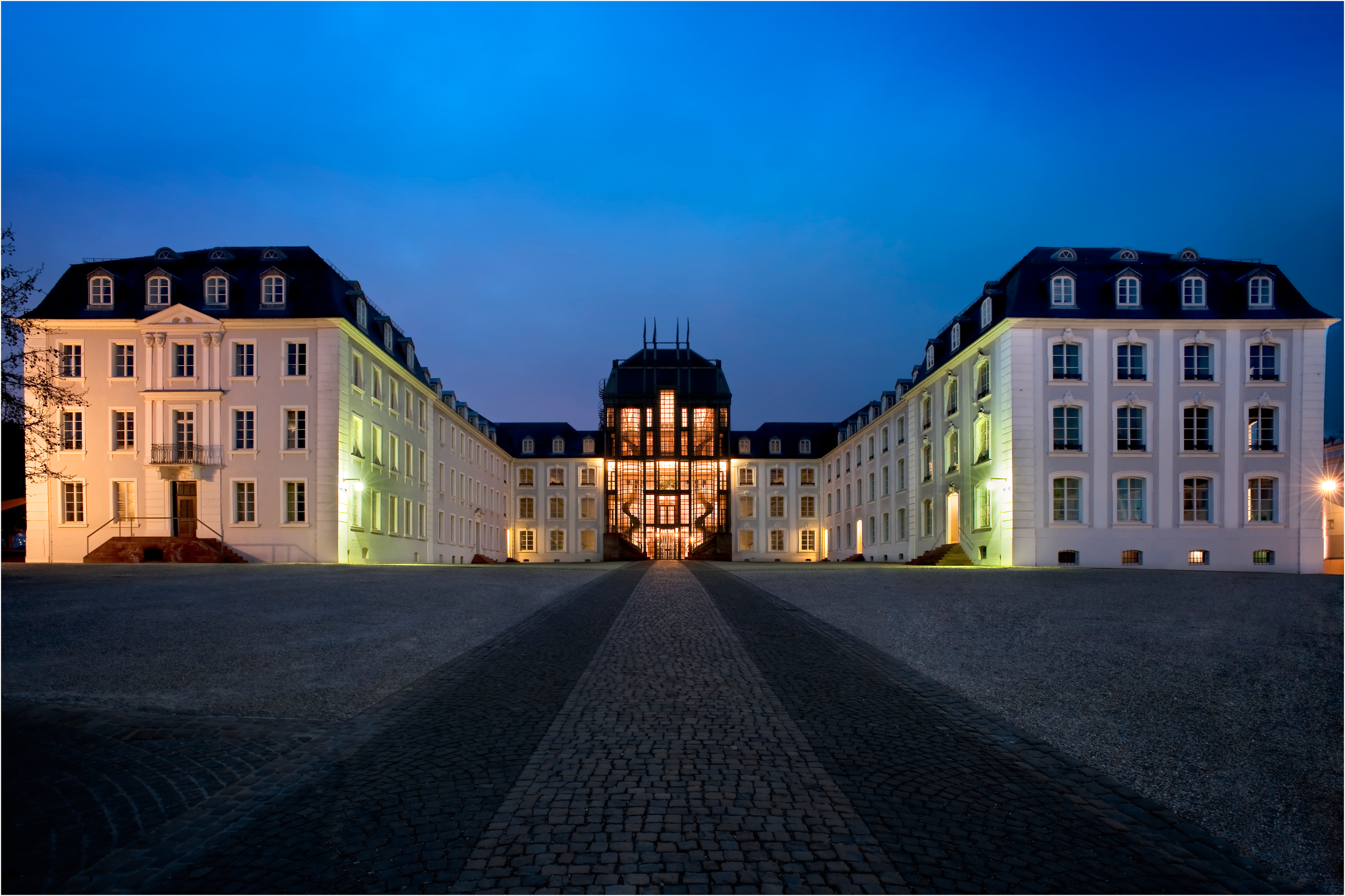